# Torquetum

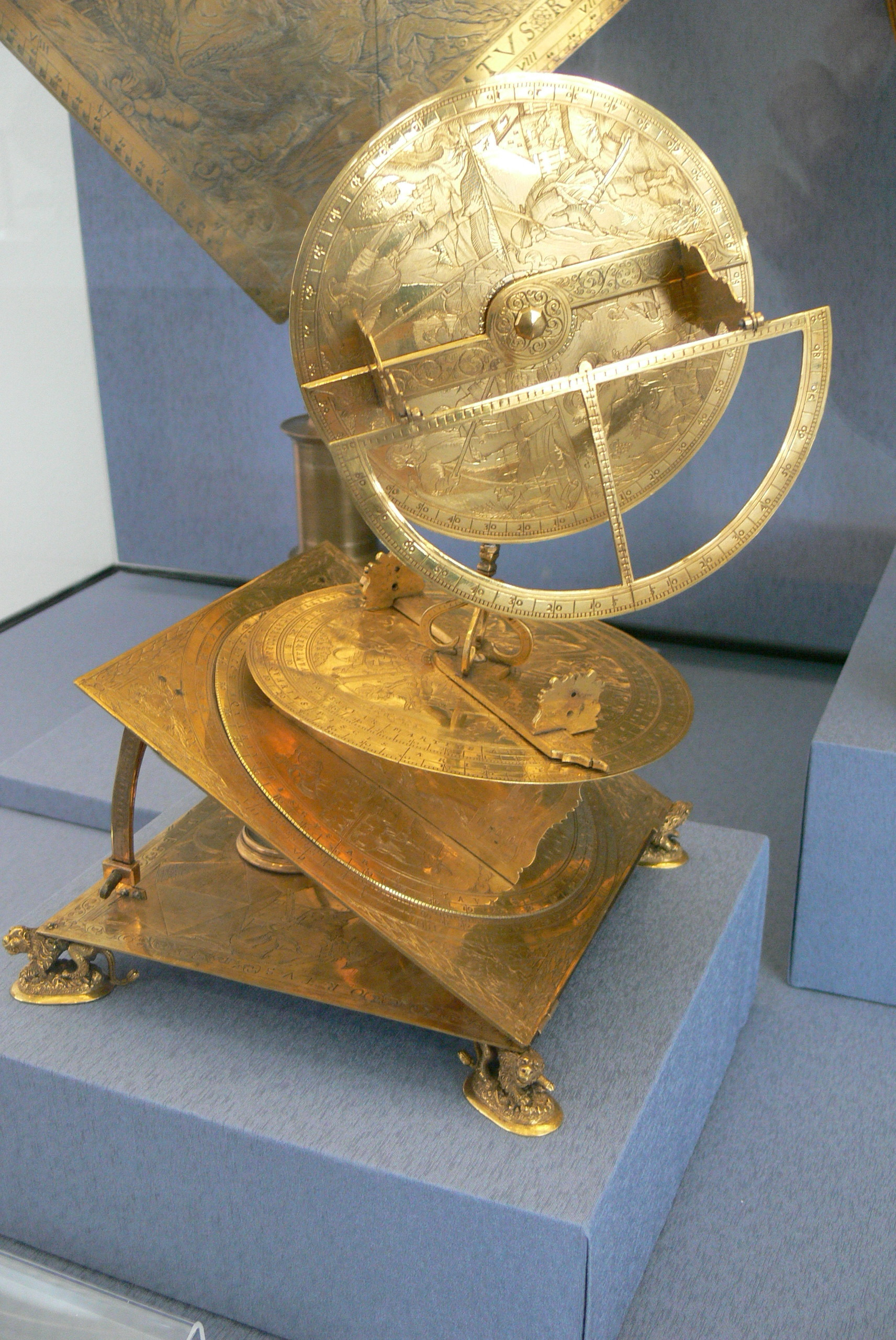
Torquetum von Johannes Praetorius aus dem Besitz des Nürnberger Arztes und Astronomen Melchior Ayrer, 1568

Ein Torquetum oder Turquetum (lat. torquetum, turquetum, turketum und weitere Wortvarianten, auch als Maskulinum mit -us, engl. und frz. turquet) ist ein astronomisches Instrument, das die Funktionen einer Armillarsphäre und eines Astrolabs vereinigt und es ermöglicht, die Koordinaten eines Himmelskörpers sowie dessen aktuelle Höhe und die Uhrzeit nach ungleichen Stunden zu bestimmen.

## Hauptteil
Die Herkunft des Namens ist nicht sicher. Er wird üblicherweise von lat. torqueri „drehen, verdrehen“ abgeleitet, wurde aber offenbar auch schon im Mittelalter mit turcus „türkisch“ in Verbindung gebracht. Auch der Ursprung des Instruments ist nicht bekannt. Es ist möglicherweise eine arabische Erfindung und wird oft speziell als Erfindung von Gabir ibn Aflah (Geber) ausgegeben, der in der ersten Hälfte des 12. Jahrhunderts zwei Instrumente beschrieb, die aber allenfalls als Vorläufer gelten können.
Die ältesten Beschreibungen finden sich in zwei lateinischen Texten. Dabei handelt es sich zum einen um einen in zahlreichen Handschriften überlieferten Tractatus de torqueto, dessen Niederschrift oder älteste datierte Abschrift am 2. Juli 1284 in Paris vollendet wurde. Der in den Handschriften genannte Verfasser, Franco de Polonia, ist anderweitig nicht bekannt, seine gelegentlich erwogene Identität mit dem zu dieser Zeit ebenfalls in Paris lehrenden deutschen Musiktheoretiker Franco von Köln („Franco de Colonia“) ist nicht gesichert. Eine weitere Beschreibung des Torquetums findet sich in dem Tractatus super totam astrologiam des ebenfalls nicht durch andere Schriften hervorgetretenen Franziskaners und Professors Bernhard von Verdun (Bernardus de Virduno), dessen Schrift nicht sicher zu datieren ist, aber jedenfalls nicht vor 1264 und vermutlich nicht nach 1320 entstand.
Weitere Belege für Kenntnis und Verwendung des Instruments ergeben sich aus Kometenbeobachtungen von 1299 bei Petrus von Limoges (Petrus Lemovicensis) und von 1301 (anonym, möglicherweise ebenfalls von Petrus von Limoges). Auch Johannes de Muris benutzte das Instrument für eine Messung am 12. März 1318.
Ausführliche Traktate wurden später wieder von Johannes von Gmunden († 1442) oder einem seiner Schüler und von Johannes Johannes Regiomontanus und Peter Apian (1532) verfasst.

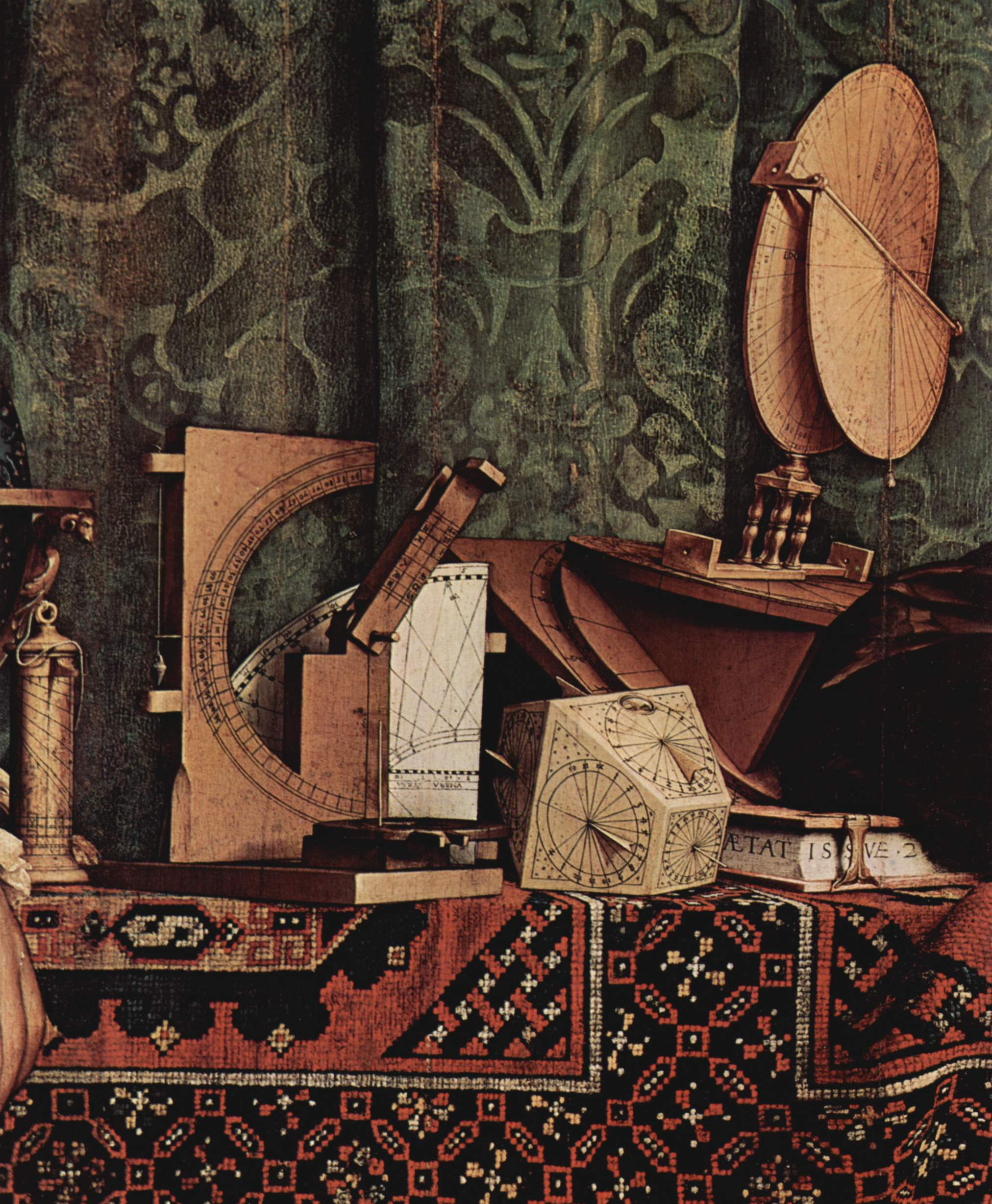
Ausschnitt aus Die französischen Gesandten von Hans Holbein dem Jüngeren, rechts oben das Torquetum

Die ältesten Abbildungen finden sich in einer aus der Mitte des 14. Jh. stammenden Handschrift der Ashmolean Library in Oxford. Die ältesten erhaltenen Instrumente stammen aus dem Besitz von Marcin Bylica (hergestellt von Hans Dorn) und von Nikolaus von Kues. Letzterer hatte das Instrument in Nürnberg gekauft. Nach den in der Zeitschrift für Instrumentenkunde im Dezember 1920 veröffentlichten Untersuchungen Hartmanns wurde das Türkengerät von Cusanus um das Jahr 1434 gebaut.
Eine auch kunstgeschichtlich bedeutsame Darstellung des Instruments findet sich auf dem Gemälde „Die französischen Gesandten“ von Hans Holbein dem Jüngeren.